# Espace culturel du yaaral et du degal
L'Espace culturel du Yaaral et du Dégal désignent les festivités annuelles peules qui entourent les traversées du Fleuve Niger par les troupeaux de retour de transhumance dans le delta central du Niger au Mali. Ces manifestations, qui remontent au XIVe siècle, ont été réglementées par un code établi par l’empereur peul du Macina Sékou Amadou en 1821. Le Yaaral ouvre les festivités à Diafarabé. Les troupeaux se dirigent ensuite vers Dialloubé ou le Dégal clôt les festivités.
Ces festivités combinent plusieurs expressions culturelles comme la danse et la musique, ou le concours du plus beau troupeau
Proclamé chef-d’œuvre du patrimoine culturel immatériel de l'humanité par l’UNESCO en 2005, l’Espace culturel du Yaaral et du Dégal a été classé au patrimoine culturel national par décret au conseil des ministres du 3 septembre 2008,